# Сражение на Вкре
Сражение на Вкре (польск. Bitwa nad Wkrą) — бои между частями советских 4-й и 15-й армий и польскими войсками 5-й армии, происходившие 14—18 августа 1920 года вдоль реки Вкра и бывшие частью Варшавской битвы. 

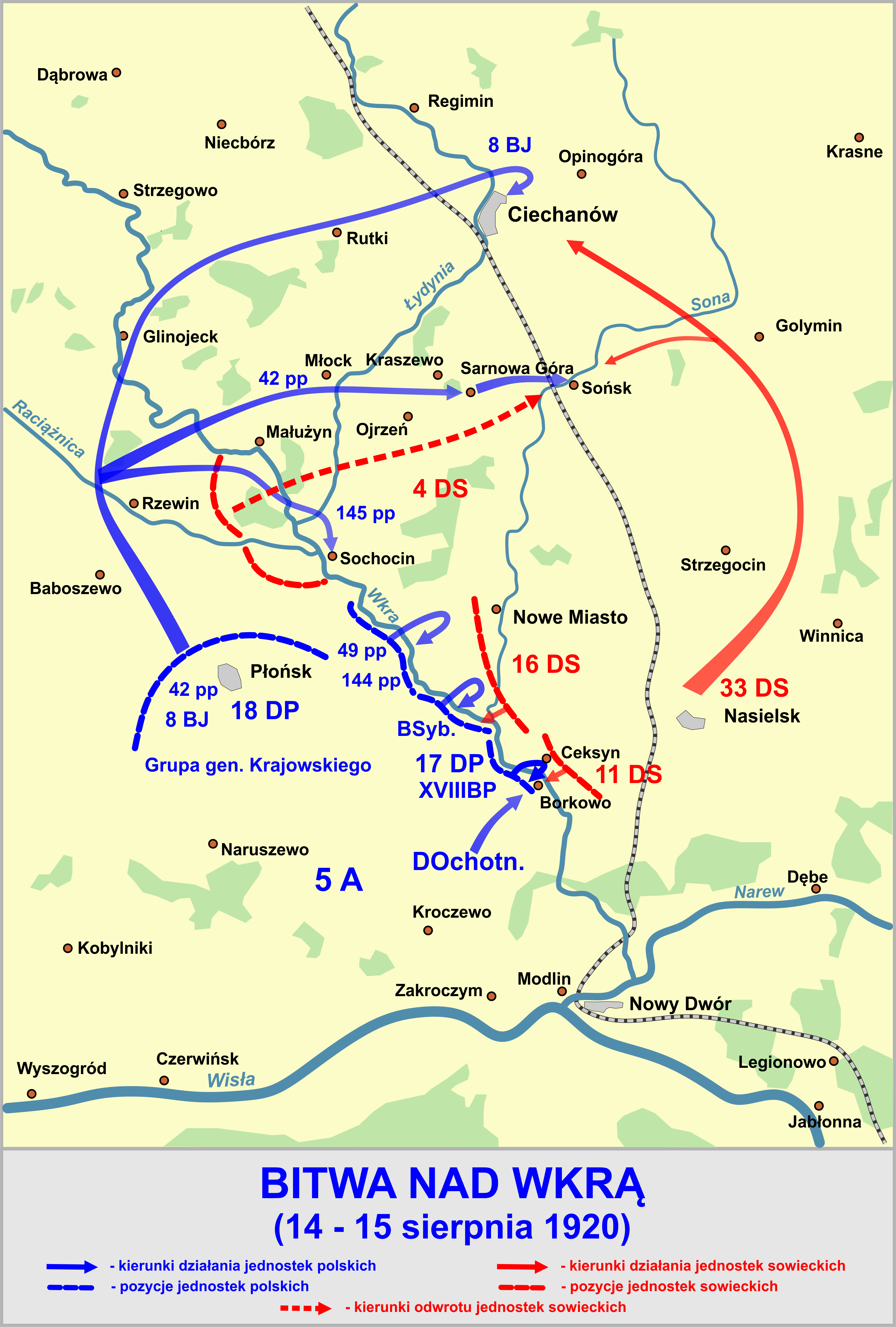
Бои 14-15 августа 1920 г.

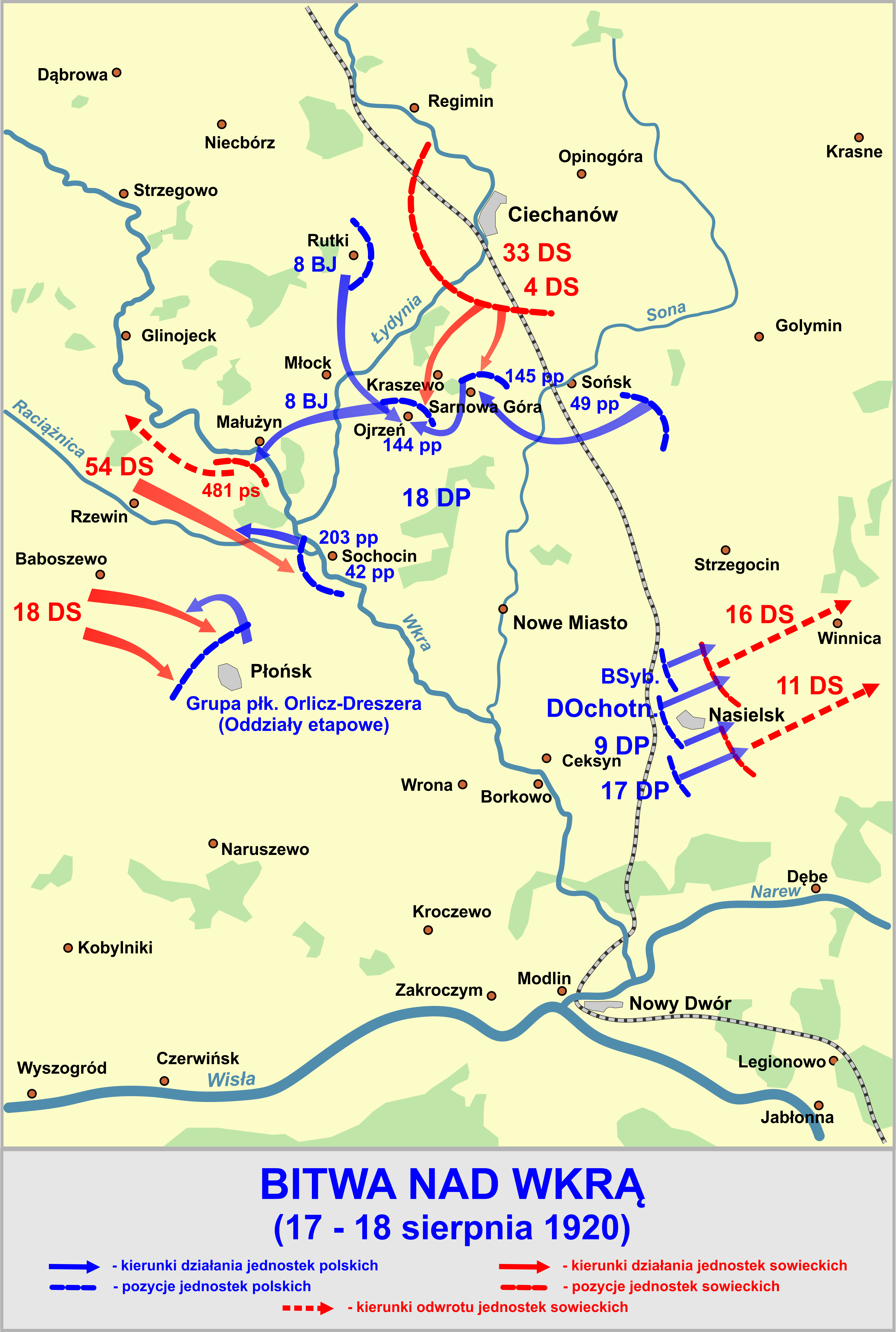
Бои 17-18 августа 1920 г.

## Наступление правофланговой группировки Западного фронта
12 августа войска Западного фронта перешли в наступление на Варшаву. На участке главной группировки Западного фронта 3-й Конный корпус своей 10-й кавдивизией устремился к Нешаве на Висле, а 15-й кавдивизией — на Влоцлавек. Утром 14 августа красная конница начала бой за переправы в указанных районах. 4-я армия уже вечером 13 августа обошла с севера 5-ю польскую армию и устремилась к нижнему течению Вислы. Южнее на линию реки Вкра к позициям 5-й польской армии вышли 15-я армия А. Корка. Её правофланговые дивизии начали форсирование реки у Сохоцина. Но между боевыми порядками двух красных армий (4-й и 15-й) образовался разрыв в 30 километров, где находились обозы и тыловые части 4-й армии. 3-я армия подходила главными силами к фортам крепостей Новогеоргиевск (Модлин) и Згерж.
По приказу генерала Юзефа Галлера, командующего польским Северным фронтом, командующему 5-й армией генералу Владиславу Сикорскому была поставлена задача на рассвете 15-го атаковать противника в зоне ответственности армии, разгромить его и тем самым помочь войскам 1-й армии, сражавшимся на Варшавском плацдарме.

## Ход боёв
Ещё в полдень 14 августа группа генерала Крайовского двинулась из Плоньска в Цеханув. Она обнаружила плохо контролируемую брешь между левым крылом 4-й советской армии и правым крылом 15-й армии и быстро двинулась вперед для атаки на правое крыло 15-й армии. В ночь с 14 на 15 августа 145-й пехотный полк, находившийся в авангарде дивизии, после ожесточенного штыкового боя с частями советской 4-й стрелковой дивизии овладел Сохоцином.
В это время главные силы 5-й армии перешли в наступление с границы Вкры на участке Боркуво — Сохоцин. Группа из 17-й Великопольской пехотной и Добровольческой дивизий, а также и 18-я стрелковой бригады атаковала линию Насельск-Пултуск, но, встретив сильное сопротивление и понеся большие потери, остановилась. Сибирская бригада, сосредоточенная в районе деревни Завады, должна была наступать на Нове-Място и далее на Голымин. Однако в бою с советской 11-й стрелковой дивизией она потерпела поражение и была вытеснена из Боркува и Завадов.
15 августа дивизии армии А. Корка атаковали польские оборонительные позиции на реке Вкра. 11-я стрелковая дивизия нанесла тяжелые потери польской 9-й пехотной дивизии и Добровольческой дивизии под Боркувом, а 5-я стрелковая дивизия 3-й армии форсировала нижнюю Вкру южнее Боркува и приближалась к фортам Модлина.
15 августа 18-й польской пехотной дивизии 5-й армии Сикорского удалось отбросить на 20 километров к востоку правое крыло 15-й армии Западного фронта (части 4-й и 16-й стрелковых дивизий). 8-я польская кавалерийская бригада ранним утром захватила Цеханув (уже в тылу красных войск), где разгромила штаб 4-й армии. Командарму А. Шуваеву удалось бежать. Зато штабисты собственными руками уничтожили единственную радиостанцию, вследствие чего командарм Шуваев в течение нескольких дней не мог связаться со штабом Западного фронта.
Командующий 15-й армией А. Корк отреагировал переброской на север 33-й стрелковой дивизии, которой к вечеру 15 августа удалось отбить Цеханув.
В то же время основная масса войск 4-й армии продолжала движение к нижней Висле, все больше отрываясь от главной группировки фронта. 3-й конный корпус 15 августа достиг Бобровников и Влоцлавека и переправил часть сил на западный берег. Всю ночь с 15 на 16 августа противник вел интенсивный артиллерийский и пулеметный огонь по фронту 15-й и 3-й армий. Советские части, не имея снарядов и патронов, отвечали молчанием.
Утром 16 августа 8-я кавалерийская бригада была оттеснена от Цеханува, и части советских 4-й и 33-й стрелковых дивизий разгромили изолированные батальоны польского 42-го пехотного полка под Соньском и Сарновой Горой.
К этому времени командующий 4-й армией А. Шуваев восстановил управление своими войсками, и к вечеру 16 августа его 18-я и 54-я дивизии, повёрнутые на юго-восток, подошли с запада к Плоньску с целью ударить в тыл 5-й армии, однако были отброшены на север. 17 августа бригады этих двух дивизий снова атаковали Плоньск, но польский гарнизон удержал город. После этого красные дивизии отошли на северо-запад.
Несмотря на тяжелое положение собственных войск, генерал Сикорский приказал продолжать на восточном фасе боевых действий наступление на Насельск. Во второй половине дня главные силы 5-й армии начали оттеснять советские 11-ю и 16-ю стрелковые дивизии на восток, и 17-я и 9-я пехотные дивизии захватили Насельск. После взятия города дивизиям была поставлена задача преследовать и захватить переправы на реке Нарев у Пултуска.
17 августа советская 33-я стрелковая дивизия атаковала Ойжень и Сарнову-Гуру. Отражение атаки заставило генерала Краёвского задействовать резервы 18 дивизии.
Вечером 144-й пехотный полк (без 1-го батальона) вместе с 8-й кавбригадой двинулся в сторону Малужина и ночной атакой разгромил советский 481-й стрелковый полк. Под Сохоцином 42-й пехотный полк и 203-й уланский полк остановили советский 162-й стрелковый полк. Бои за Плоньск завершились под Арцелином победой польской кавалерии над частями 18-й стрелковой дивизии.
18 августа 33-я стрелковая дивизия, усиленная частями 4-й, снова атаковала Сарнову-Гуру и Ойжень. Ойжень несколько раз переходил из рук в руки, но после того, как польская оборона была усилена частями 144-го пехотного полка, он остался в руках польских войск.
На других направлениях 9-я и 17-я пехотные дивизии, Добровольческая дивизия и Сибирская бригада прорвали оборону 11-й и 16-й стрелковых дивизий и продолжили наступление на Пултуск.
В связи с быстрым развитием польского контрнаступления с реки Вепш, в вечерние часы 15-я армия Корка начала отступление.

## Результаты
Битва на Вкре продолжалась пять дней. За это время 5-я армия генерала Сикорского смогла задержать более сильного противника и начала оттеснять его на восток. Более раннее начало действий 5-й армии предоставило главнокомандующему Пилсудскому время, необходимое для организации контрнаступления с юга.